# Distretto di South Taranaki
Il distretto di South Taranaki è un'autorità territoriale della Nuova Zelanda che si trova entro i confini della regione di Taranaki, nell'Isola del Nord. La sede del Consiglio distrettuale si trova nella città di Hawera.
Le città più importanti del Distretto sono Hawera (11.000 abitanti, la seconda più grande città della regione dopo New Plymouth), Manaia, Opunake, Patea, Eltham e Waverley, tutti piccoli centri con non più di 2.000 abitanti.